# Cyprus International 2019
Die Cyprus International 2019 fanden vom 10. bis zum 13. Oktober 2019 in Nikosia statt. Es war die 26. Auflage dieser internationalen Meisterschaften von Zypern im Badminton.

## Sieger und Platzierte
| Disziplin    | Gold                            | Silber                                     | Bronze                                |
| ------------ | ------------------------------- | ------------------------------------------ | ------------------------------------- |
| Herreneinzel | Jonathan Dolan                  | Alex Lane                                  | Elias Bracke                          |
| Herreneinzel | Jonathan Dolan                  | Alex Lane                                  | Sam Parsons                           |
| Dameneinzel  | Jenjira Stadelmann              | Réka Madarász                              | Daniella Gonda                        |
| Dameneinzel  | Jenjira Stadelmann              | Réka Madarász                              | Yasmine Hamza                         |
| Herrendoppel | Torjus Flåtten Vegard Rikheim   | Nicolas A. Müller Julien Scheiwiller       | Magnus Christensen Fredrik Kristensen |
| Herrendoppel | Torjus Flåtten Vegard Rikheim   | Nicolas A. Müller Julien Scheiwiller       | Petros Tentas Stamatis Tsigirdakis    |
| Damendoppel  | Daniella Gonda Ágnes Kőrösi     | Katharina Fink Yasmine Hamza               | Antrea Alexandrou Maja Fallaha        |
| Damendoppel  | Daniella Gonda Ágnes Kőrösi     | Katharina Fink Yasmine Hamza               | Theresa Isenberg Brid Stepper         |
| Mixed        | Tobias Künzi Jenjira Stadelmann | Mykhaylo Makhnovskiy Anastassija Prosorowa | Magnus Christensen Natalie Syvertsen  |
| Mixed        | Tobias Künzi Jenjira Stadelmann | Mykhaylo Makhnovskiy Anastassija Prosorowa | Petros Tentas Eleni Moutevelidou      |